# Caledoniscincus atropunctatus
Espèce
Synonymes
- Lygosoma austrocaledonicum atropunctatum Roux, 1913

Statut de conservation UICN

 LC  : Préoccupation mineure
Caledoniscincus atropunctatus, le Scinque de litière tacheté, est une espèce de sauriens de la famille des Scincidae.

## Répartition
Cette espèce se rencontre :
- à Vanuatu ;
- en Nouvelle-Calédonie dans les îles de Grande Terre, de Lifou, de Maré, de Ouvéa et des Pins ainsi que dans les îles Belep.

## Publication originale
- Roux, 1913 : Les reptiles de la Nouvelle-Calédonie et des îles Loyalty in Sarasin & Roux, 1913 : Nova Caledonia, Recherches scientifiques en Nouvelle-Calédonie et aux Iles Loyalty. Zoologie, C.W. Kreidel’s Verlag, Wiesbaden, vol. 1, p. 79-160 (texte intégral).